# Let 'Em In
Let 'Em In is een single uit 1976 van de band Wings. Het is afkomstig van het album Wings at the Speed of Sound en werd een top 3-hit in het Verenigd Koninkrijk, en Noord-Amerika. In Nederland haalde het de 25e plaats.

## Geschiedenis
Let 'Em In' werd op 4 februari 1976 opgenomen in de Abbey Road Studios in Londen en kwam vijf maanden later op single uit met Beware My Love als B-kant. Het is geschreven en gezongen door Paul McCartney, maar op de heruitgave van Wings at the Speed of Sound is ook een demoversie te vinden met zang van Denny Laine.
Het intro is ontleend aan de Westminsterslag en tijdens de bruggen worden namen opgenoemd van familieleden of vrienden die weleens aan de deur zouden kunnen staan;
Sister Suzy (verwijzing naar Suzy & the Red Stripes onder welke naam Linda McCartney het nummer Seaside Woman opnam)
Brother John (zwager)
Martin Luther (naar verluidt een bijnaam voor John Lennon)
Phil & Don (de Everly Brothers)
Brother Michael (broer; destijds zanger van The Scaffold) of Uncle Ernie (een personage uit de rockopera Tommy dat o.a. door Ringo Starr werd vertolkt)
Auntie Gin (tante)
Na  de fade-out komen er nog twee luide noten achteraan Let 'Em In.

## Covers

### Versie Billy Paul
Soulzanger Billy Paul nam in 1976 een coverversie op van Let 'Em In voor zijn gelijknamige album. De als Paul Williams geboren zanger herschreef de tekst tot een eerbetoon aan zijn overleden tweelingzus Pauline en Afro-Amerikaanse grootheden als Malcolm X, Martin Luther King en Louis Armstrong. Het werd begin 1977 een bescheiden hit in de Amerikaanse soulchart (#91) en de Britse top 40 (#26).

### Overige artiesten
- Acteur en zanger Bert Parks vertolkte het in 1976 als vaste presentator van de Miss America-verkiezing.
- Prince citeerde het in zijn compositie Guess Who's Knockin' welke werd opgenomen door zijn begeleidingsband New Power Generation voor hun eigen album Goldnigga uit 1993. Hij deed dit echter zonder bronvermelding en liet het na de eerste oplage verwijderen om een eventuele rechtszaak te voorkomen.
- Ook Ringo Starr citeerde het in zijn lied English Garden dat hij opnam voor zijn soloalbum Ringo Mama uit 2003.